# Achille Cléophas Flaubert
Achille Cléophas Flaubert, né le 17 novembre 1784 à Maizières-la-Grande-Paroisse (Aube) et mort le 15 janvier 1846 à Rouen, est un médecin français. Il est le père du médecin Achille Flaubert et de l'écrivain Gustave Flaubert.

## Biographie

### Origines familiales
Les premières traces de la famille Flaubert, orthographiée Flobert, sont identifiées à Bagneux dans la Marne en 1696 où Michel Flobert, arrière grand-père d'Achille Cléophas Flaubert, est maréchal expert,. Les revenus de cette activité permettent au fils de Michel de financer à ses trois fils des études à l'école vétérinaire d'Alfort. Le deuxième de ces trois fils, Nicolas Flobert, entre à l'école vétérinaire en 1775, exerce à Bagneux à partir de 1780 et épouse en 1783 Marie Apolline Minion, fille de chirurgien. Le couple a une fille née en 1783 avant la naissance d'Achille Cléophas en 1784 à Maizières-la-Grande-Paroisse.

### Premières années
L'enfance d'Achille Cléophas Flaubert est marquée par l'emprisonnement de son père pendant plus d'un an lors de la Révolution française. Malgré les difficultés que cette situation occasionne à sa famille, Achille Cléophas est néanmoins envoyé au collège de Sens de 1795 à 1802, où il effectue une brillante scolarité et se fait remarquer du directeur Jean-Baptiste Salgues. Grand admirateur de Voltaire et de Napoléon dès cette période, il s'éloigne également de la religion catholique.

### Études et débuts de la pratique de la médecine
Monté à Paris en 1802, Flaubert réussit le concours de l'externat de l'école de médecine et y réalise de brillantes études, qui lui permettent de se faire rembourser ses frais de scolarité. Il rencontre Alexander von Humboldt et Louis Jacques Thénard durant cette période. Il est reçu troisième à l'internat en 1805 dans la même promotion que François Magendie et Claude-Antoine Bouchet. Il est alors l'élève de Guillaume Dupuytren, qui le recommandera par la suite auprès de Jean-Baptiste Laumonier pour la place de prévôt d'anatomie à l'Hôtel-Dieu de Rouen. Ce poste consistait à fabriquer des modèles en cire pour les leçons d'anatomie ainsi qu'à effectuer des dissections à des fins d'enseignement. Son arrivée à Rouen le voit se remettre d'une maladie pulmonaire non identifiée contractée à Paris, qui avait conduit à son exemption du service militaire.

### Période rouennaise

#### Installation
Flaubert soutient fin 1810 sa thèse intitulée Dissertation sur la manière de conduire les malades avant et après les opérations chirurgicales.
À Rouen, il rencontre Caroline Fleuriot, filleule de Laumonier, et ils conviennent de se marier dès les 18 ans de la jeune fille, mariage qui sera prononcé en 1812. 
Le couple a six enfants dont la moitié meurent avant leurs trois ans ; les enfants survivants sont Achille (né en 1813), Gustave (né en 1821) et Caroline (née en 1824). Parallèlement à cela, il est nommé chirurgien en chef de l'Hôtel-Dieu en décembre 1815, et emménage dans le logement de fonction associé en 1818 à la mort de Laumonier. 
Son poste comporte deux missions différentes, le soin des malades ainsi que la direction de l'école de médecine de l'Hôtel-Dieu.

#### Enseignement
Flaubert occupe le poste de directeur de l'école jusqu'en juin 1840, date de sa démission. Durant ces années, il cherche à sélectionner et valoriser les étudiants les plus prometteurs par le biais de concours; il se débat également dans des luttes d'influence face à l'université concernant le nombre d'étudiants et de postes d'enseignant ainsi que pour la nomination des titulaires des chaires ouvertes. En tant que directeur, Flaubert fait également face à l'épidémie de choléra de 1832 qui désorganise fortement l'école.

#### Pratique de la médecine
En tant que chirurgien, Flaubert réalise les opérations et assiste les accouchements. La patientèle de Flaubert comprend principalement des ouvriers de tous âges et des militaires à l'Hôtel-Dieu, ainsi que des patients plus aisés qu'il opère à leur domicile. À l'Hôtel-Dieu, il se soucie du bien-être de ses patients, leur faisant même fournir du tabac qu'il autorise à fumer dans les locaux. Il propose des créneaux de consultations gratuites, les défend lorsque des décisions administratives vont contre leur droit au soin et d'une manière générale passe plus de temps à l'Hôtel-Dieu que ce que son statut exige. D'un point de vue médical, il s'intéresse particulièrement à la traumatologie et aux maladies osseuses. Il expérimente avec succès des traitements innovants contre les pseudarthroses et les fractures comminutives, évitant dans ce dernier cas le recours à l'amputation. Le seul article qu'il publie pendant toute sa carrière, en dehors de sa thèse, est d'ailleurs consacré à la réduction des luxations de l'épaule. Parallèlement à cela, la patientèle privée de Flaubert lui assure des revenus très confortables. Il exerce la chirurgie jusqu'à sa mort le 15 janvier 1846 des suites de l'infection d'une plaie lors d'une opération. Son décès suscite l'émotion et de nombreuses personnes, notamment parmi ses patients des quartiers ouvriers, assistent à ses obsèques.

#### Vie privée
Le 11 juin 1825, il se fracture la jambe en sautant d'une voiture et est soigné au château de Mauny,.
Flaubert s'intéresse à de nombreuses sciences et notamment à la physique, ainsi qu'aux connexions possibles entre ces disciplines et la médecine. En revanche la littérature, et notamment les œuvres de son fils Gustave ne l'intéressent guère.
En avril 1844, il achète une maison de campagne en bordure de Seine à Croisset, un hameau de Canteleu, à portée de fiacre de Rouen; sa femme et son fils Gustave y résideront jusqu'à leur mort.
Ses obsèques sont célébrées le 17 janvier 1846 dans l'église Sainte-Madeleine et il est inhumé au cimetière monumental de Rouen.
À la suite d'une souscription, James Pradier a réalisé son buste inauguré le 8 septembre 1848 à l'Hôtel-Dieu,.
Son épouse et trois enfants lui survivent :
- Anne Justine Caroline, née Fleuriot (1793-1872) ;
- Achille, médecin (1813-1882) ;
- Gustave, écrivain (1821-1880) ;
- Joséphine Caroline (1824-1846), qui épouse Émile Hamard.

## Annexes

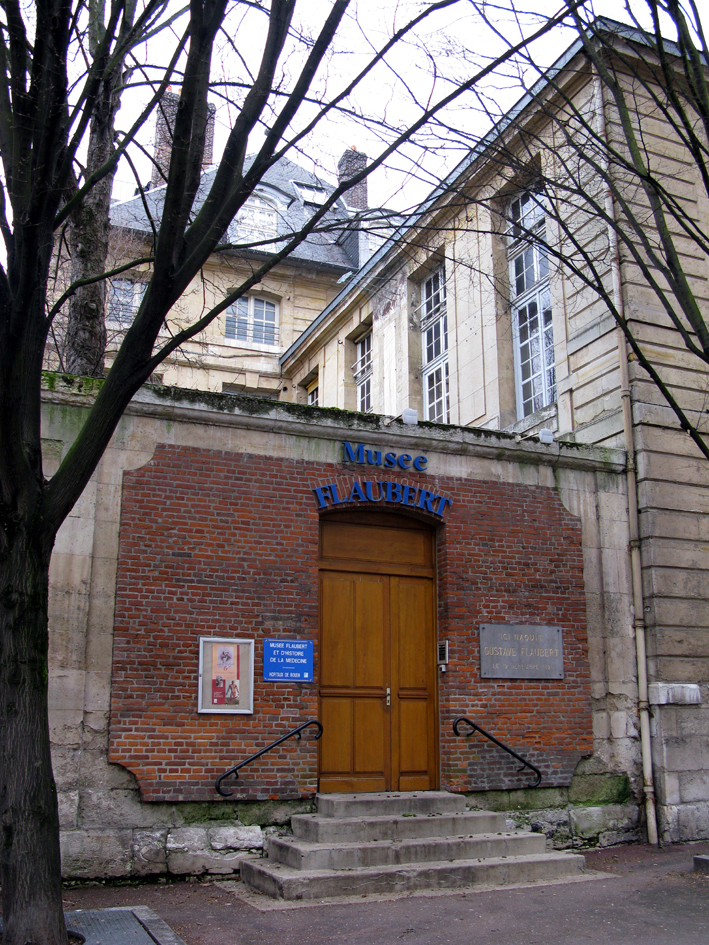
Maison d'Achille Flaubert.

## Distinctions
- Chevalier de la Légion d'honneur (1833)[12]